# Campeonato Europeo de Fórmula 5000

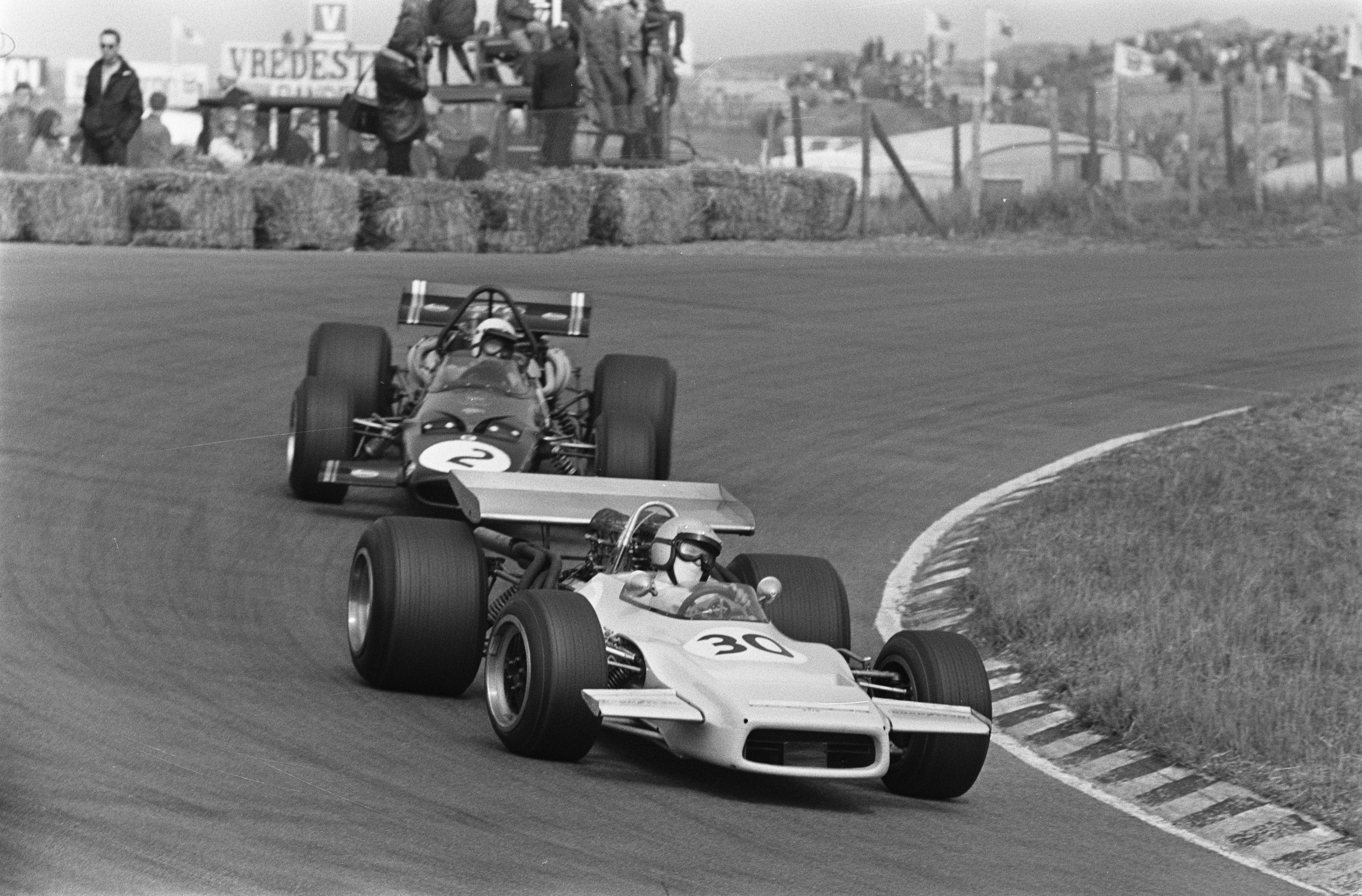
Carrera de la Fórmula 5000 Europea en Zandvoort, año 1970.

El Campeonato Europeo de Fórmula 5000 fue un campeonato disputado con monoplazas de Fórmula 5000 que se celebraba anualmente entre 1969 y 1975. Fue organizado en el Reino Unido por el British Racing and Sports Car Club y cada campeonato también incluyó carreras celebradas en circuitos europeos.
El campeonato se corrió por primera vez en 1969 como el Campeonato de Fórmula 5000 Guards. Siguieron varios patrocinios y cambios de nombre, con la serie disputada como Campeonato Europeo ShellSport 5000 en 1975, la última temporada.
Este campeonato fue reemplazado por la Shellsport International Series en 1976 que permitía coches de Fórmula 1, Fórmula 2 y Fórmula Atlantic y que duró dos temporadas.

## Campeones
| Año     | Piloto          | Automóvil                                    |
| ------- | --------------- | -------------------------------------------- |
| 1969    | Peter Gethin    | McLaren M10A-Chevrolet                       |
| 1970    | Peter Gethin    | McLaren M10B-Chevrolet                       |
| 1971    | Frank Gardner   | Lola T192-Chevrolet Lola T300-Chevrolet      |
| 1972    | Gijs van Lennep | Surtees TS11-Chevrolet McLaren M18-Chevrolet |
| 1973    | Teddy Pilette   | McLaren M18-Chevrolet Chevron B24-Chevrolet  |
| 1974    | Bob Evans       | Lola T332-Chevrolet                          |
| 1975    | Teddy Pilette   | Lola T400-Chevrolet                          |
| Fuente: |                 |                                              |